# (7029) 1993 XT2
(7029) 1993 XT2 (1993 XT2, 1986 VU4, 1991 OK) — астероїд головного поясу, відкритий 14 грудня 1993 року.
Тіссеранів параметр щодо Юпітера — 3,156.